# Naissance en 1243
Naissance
- 1239
- 1240
- 1241
- 1242
- 1243
- 1244
- 1245
- 1246
- 1247

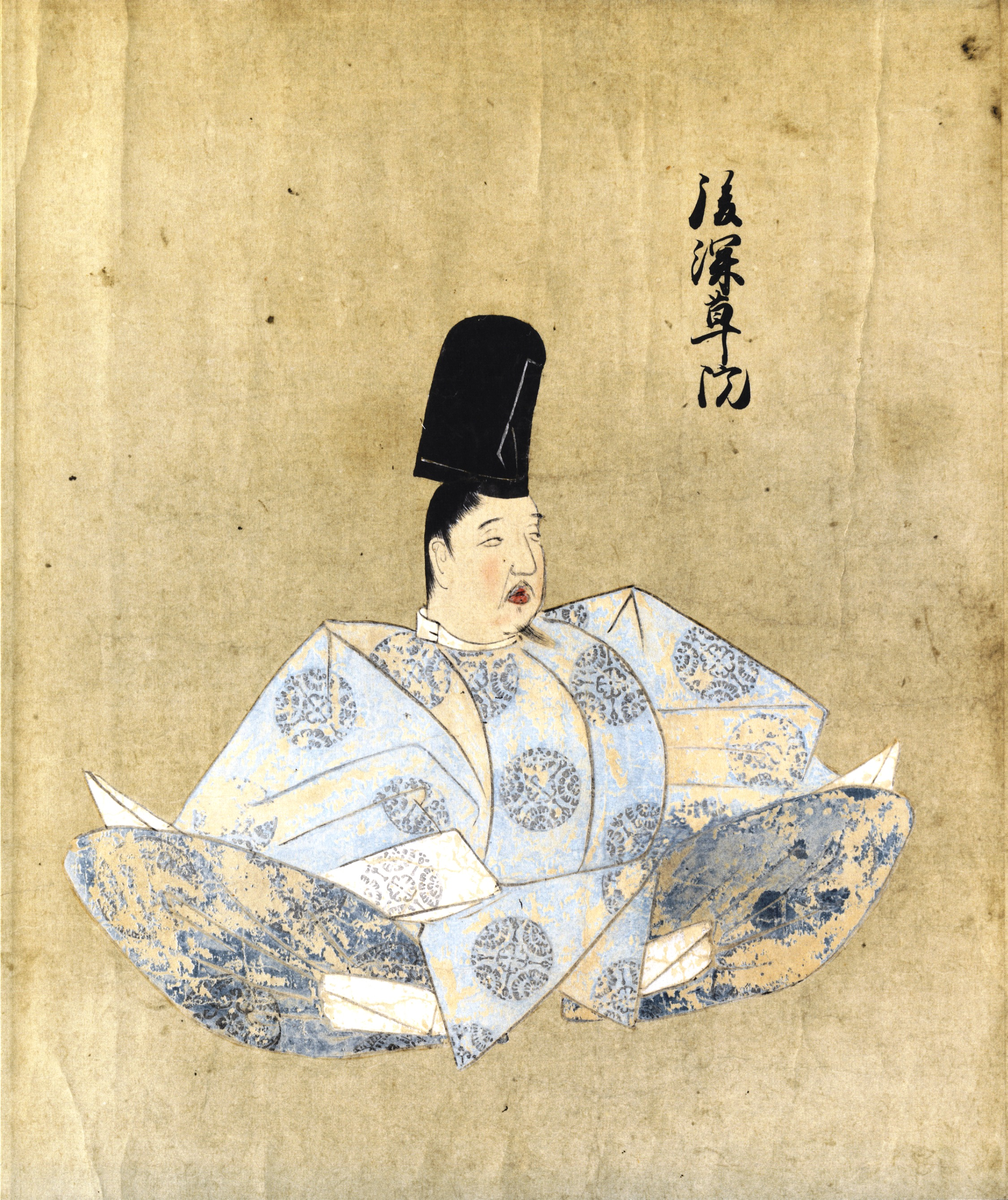
Go-Fukakusa, né en 1243.

Cette page dresse une liste de personnalités nées au cours de l'année 1243 :
- 31 mai : Jacques II de Majorque, roi de Majorque, comte de Roussillon et de Cerdagne, baron d'Aumelas et seigneur de Montpellier.
- 6 ou 11 juin : Alix de Bretagne, princesse de Bretagne.
- 28 juin : Go-Fukakusa, 89e empereur du Japon.

- Ahn Hyang, érudit néoconfucianiste coréen.
- Gilbert de Clare (7e comte de Gloucester) et  comte de Hertford.
- Philippe Ier de Courtenay, empereur titulaire de Constantinople.
- Hōjō Yoshimasa, sixième rensho (assistant du shikken) du shogunat de Kamakura.
- Zhenjin, second fils de Kubilai Khan, désigné par ce dernier prince héritier 皇太子 de l'Empire mongol.

date incertaine (vers 1243)
- Guglielmo Sanudo, quatrième duc de Naxos.

## Crédit d'auteurs
- Cet article est partiellement ou en totalité issu de l'article intitulé « 1243 » (voir la liste des auteurs).